# Super I/O

支援內建周邊設備功能及含有若干擴充插槽的主機板方塊圖

Super I/O 是一種I/O晶片，於1980年代後期被使用於個人電腦的主機板內，起初是以介面卡的形式出現，後來直接內建於主機板上。一個Super I/O晶片包含了若干各式低頻寬設備的介面。现在它基本上与EC合并。其功能通常包含以下項目:
- 軟碟控制器。
- 並列埠 (通常使用於印表機)。
- 串列埠。
- PS/2接口鍵盤與滑鼠介面。
- 溫度感測器與風扇速度監測器。
- 風扇速度控制。

Super I/O晶片還可能包含其他介面，例如遊戲埠或紅外線埠。因為已經將數個功能整合於一顆晶片內，降低了主機板上所使用的零件數，也因此降低了產品的成本。有些Super I/O晶片還支援機殼開啟偵測。
最早期的Super I/O晶片透過ISA匯流排與中央處理器溝通。現在的Super I/O晶片則是使用LPC匯流排，取代原先的ISA匯流排，與中央處理器溝通。通常透過主機板上的南橋晶片上的LPC匯流排介面來完成。
研發製作Super I/O控制器晶片的公司有華邦電子、新唐科技、聯陽半導體、Fintek和SMSC。

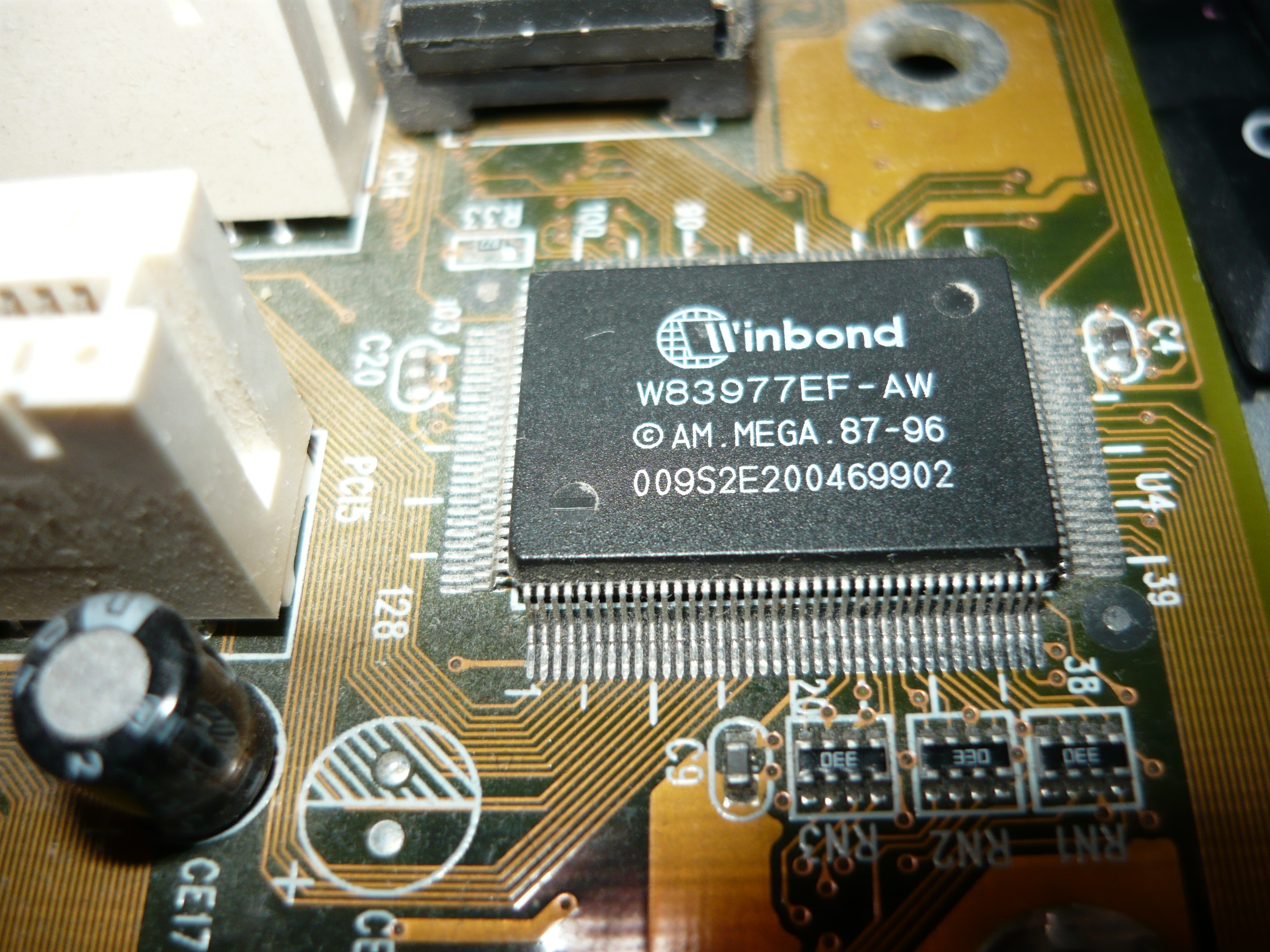
華邦電子Super I/O晶片

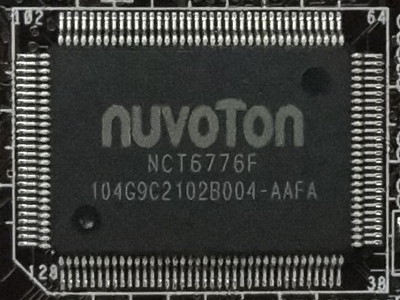
新唐科技Super I/O晶片

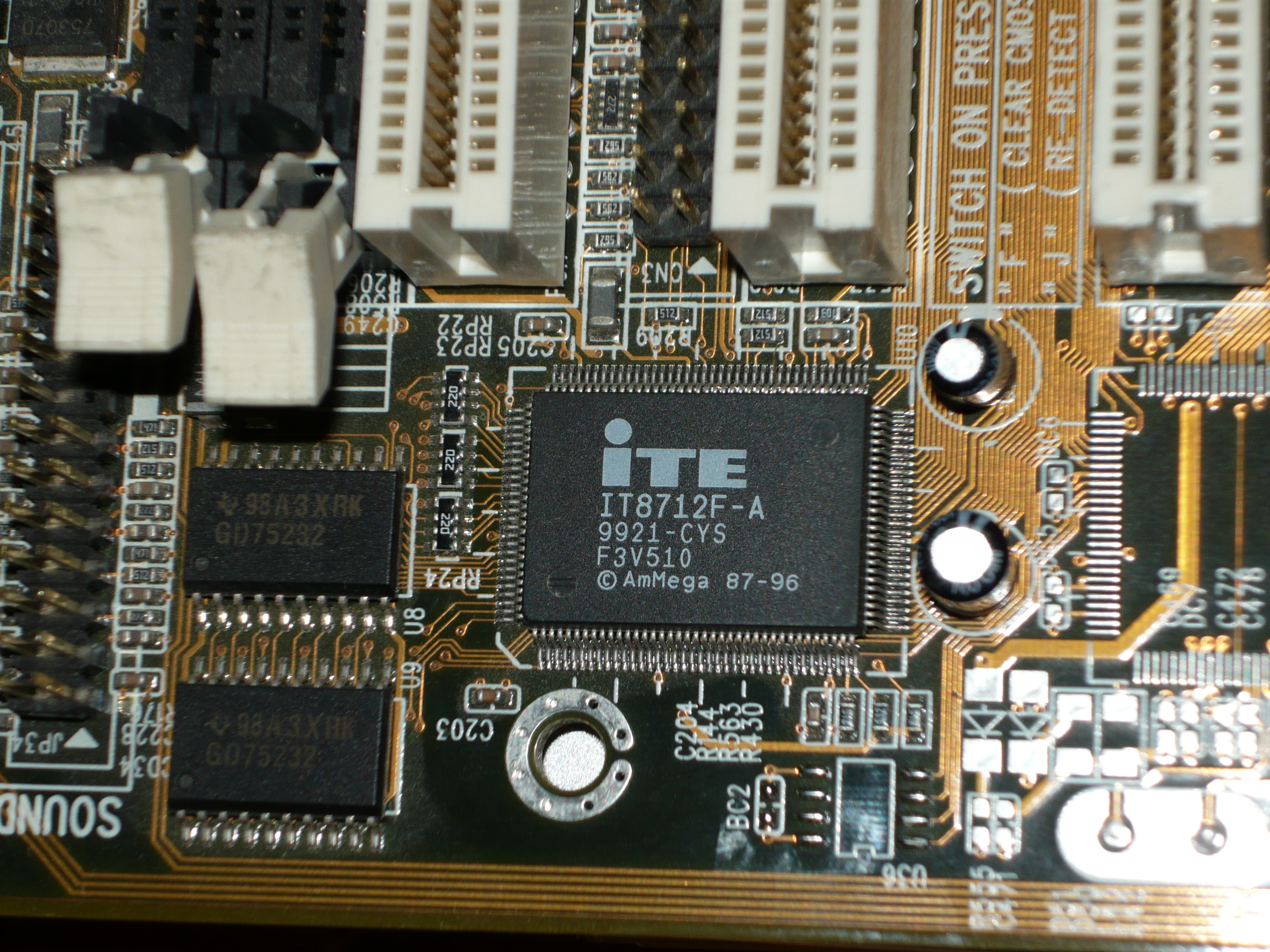
聯陽半導體Super I/O晶片

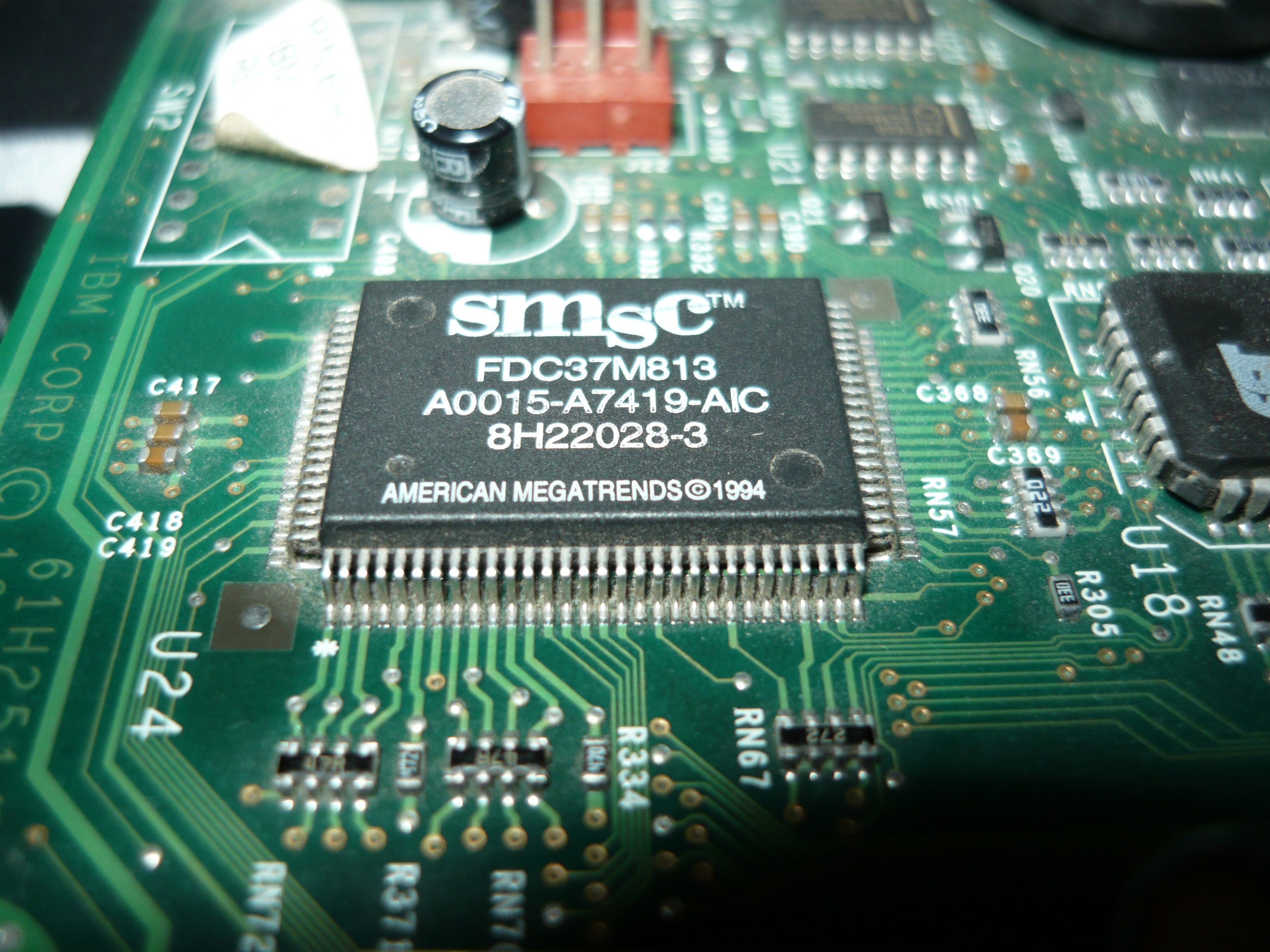
在IBM主機板上的SMSC Super I/O晶片

## 外部連結
- Superiotool （页面存档备份，存于） 是一個在 Linux 作業系統上的使用者空間工具，用來偵測主機板上的 Super I/O 晶片並提供晶片內暫存器的詳細內容值。
- lm-sensors 含有一個名為 sensors-detect 的工具，可以用來偵測主機板上使用了何種 Super I/O 晶片。